# Karl Popper
Sir Karl Raimund Popper (Bécs, 1902. július 28. – London, 1994. szeptember 17.) osztrák származású angol-zsidó filozófus. Fő eredményeket a tudományfilozófia, az ismeretelmélet és a politikafilozófia területén ért el. Kritizálta a tudomány induktív felfogását, és e helyett a cáfolást, a megkérdőjelezést, a „falszifikációt” jelölte meg a tudományosság kritériumaként, amely az áltudománytól megkülönbözteti (demarkáció). A politikafilozófia területén a liberális demokrácia, a „nyílt társadalom” híve és a kommunizmus, a marxizmus bírálója.

## Élete
Középosztálybeli zsidó származású családban született. Popper a Bécsi Egyetemen tanult. Filozófiából 1928-ban doktorit végzett és egy gimnáziumban tanított 1930-tól 1936-ig. 1937-ben a náci uralom elől Új-Zélandra emigrált, ahol a Canterbury Egyetemen filozófiát tanított Christchurchben. 1946-ban Angliába költözött. A logika és tudományfilozófia professzora lett a London School of Economics-ban, 1949-ben. II. Erzsébet brit királynő 1969-ben lovaggá ütötte érdemeiért. 1969-ben nyugalmazták az akadémiai életből, bár 1994-ben bekövetkezett haláláig aktív maradt.

## Filozófiája
Popper alkotta meg a kritikai racionalizmus fogalmát, hogy filozófiáját leírja. Ez a megnevezés fontos, és jelzi a klasszikus empirizmus elutasítását, és a tudomány megfigyelés-induktivista szemléletét, amely ebből alakult ki. Popper az utóbbi ellen erősen érvelt azt tartván, hogy a tudományos elméletek univerzálisak, és csak közvetve, az elméletek következményei alapján tesztelhetőek. Véleménye szerint a tudományos tudás általában nem redukálható egy megadott bázisra. Jellemzően inkább egy kreatív folyamattal hozzuk létre a hipotéziseket, hogy bizonyos már felmerült problémákat oldjunk meg velük, nem pedig induktív módon bizonyos megfigyelésekből általánosítva. Logikai szempontból, és precízebben fogalmazva: egy tudományos elméletet, mivel univerzális állításokból áll, véges pozitív megfigyelés megerősíthet, de nem bizonyíthat. Ugyanakkor az igazolás és cáfolás nem szimmetrikus: egyetlen ellentmondó megfigyelés viszont cáfolhat egy elméletet (később ezt az állítást Lakatos Imre kritikájára finomította).
Ennek megfelelően a cáfolhatóságot tette meg a demarkációs kritériumnak a tudományosságot illetően: azaz egy tudományos elméletet egy áltudományos elgondolástól az különböztet meg, hogy az előbbi előre meghatározott módon cáfolható (meg lehet mondani azon eseményeket, amelyek ha bekövetkeznek, akkor elvetjük az elméletet; megjegyzendő, hogy maga a popperi demarkáció – épp Popper kritériumai alapján – sem tudományos elmélet, hanem a tudományra vonatkozó, aligha cáfolható, ám nem is igazolható vélemény). Ehhez kapcsolódik Popper ún. döntő kísérlet fogalma, amelyet elvégezve, két rivális elmélet között választani lehet, mivel az egyik szükségszerűen cáfolódik.
Popper élesen elkülönítette filozófiáját az analitikus filozófia korabeli fő áramlatától, a logikai pozitivizmustól. Az eddig felsorolt különbségek mellett abban látta a különbséget, hogy a nyelvi elemzést eleve jelentéktelennek és értelmetlennek tartotta. A filozófiának szerinte nem nyelvi elemzéssel kell foglalkoznia, mert az „igazi” filozófiai problémák nem abban vannak.
Ezen demarkációs kritériumának szellemében Popper kritizálta a freudi pszichoanalízist és a marxizmust azzal, hogy azok nem tudományosak, mivel nem cáfolhatók. A tudományfilozófiai elképzeléseire döntő befolyással volt Albert Einstein munkássága, pontosabban a relativitáselmélet, amelyet mint a tudományos elméletalkotás és fejlődés mintájának tekintett. Of Clocks and Clouds (1966) című munkájában Popper falszifikacionizmusa emlékeztet Charles Peirce 19. századi fallibizmusára. Popper azt mondta, jó lett volna, ha már korábban megismeri Peirce munkásságát (Popper első könyvét a falszifikacionizmusról korábban írta, ld. Popper, 1934).
A nyitott társadalom és ellenségei (The Open Society and Its Enemies) és a A historicizmus nyomorúsága (The Poverty of Historicism) című könyvekben Popper a historicizmust vette kritika alá és a „nyitott társadalmat” (kb. liberális demokrácia) védelmezte. A historicizmus szerint a történelem bizonyos ismert törvények alapján elkerülhetetlenül egy bizonyos végpont felé halad (például marxizmus). Popper amellett érvel többek között, hogy az ilyen ideológia az autokratikus és totalitárius rendszerek technikai eszköze. Véleménye szerint a historicizmus a tudományos törvények természetének és a jóslás fogalmának félreértésén alapul. Mivel a tudományos tudás az emberi történelem fontos okozati faktorai közé számít, és mivel senki nem tudja megjósolni a jövő tudományos felfedezéseit, ezért nem létezhet a történelmet megjósoló tudomány.
Popper eredményei közé való válasza David Hume indukciós problémájára. Hume azt állította, hogy csak mert a nap minden reggel felkelt eddig, ez nem jelenti, hogy emiatt van bármi racionális okunk azt hinni, hogy holnap is fel fog kelni. Nincs racionális módja annak, hogy egy minta a jövőben folytatódni fog, az alapján, hogy eddig megvolt.
Popper válasza a falszifikációs elvével harmonizál. Azt mondja, hogy ugyan semmilyen bizonyítás nincs arra, hogy a nap fel fog kelni, de elméletben feltehetjük. Ha nem kel fel, akkor cáfolódott az elmélet. De amíg felkel, addig az elmélet nincs cáfolva, és így elfogadható. Így Popper válasza a demarkációra válasz egy régi logikai problémára is.

## Hatása
Egyértelmű, hogy Popper jelentős szerepet játszott a tudományfilozófia – mint önálló filozófiai diszciplína – megalapításában, mind befolyásos műveivel, mind pedig diákjai körében, melyek közül többen híres filozófusok lettek, legfőképpen Lakatos Imre és Paul Feyerabend. Ez utóbbiak a következő nemzedék legjelentősebb filozófusai közé tartoznak a tudományfilozófiában. Lakatos munkájában jelentősen továbbfejlesztette a popperi elképzelést, Feyerabend pedig egyenesen ellene szegült, de mindkettő munkája Popper életművén alapul.
Poppert széles körben a logikai pozitivizmus elleni forradalom fő alakjaként ismerik el (már akik nem sorolják be felületes vagy meggondolatlan módon pont a logikai pozitivizmus irányzatához). Felújította David Hume szkepticizmusát az indukció ellenében, és a falszifikáció elvének bevezetésével mind a logikai pozitivizmus kritikájában, mind pedig alternatívák nyújtásában szerepet játszott. Popper, szerénytelen módon visszaemlékezéseiben egy teljes fejezetet címez meg ekképpen: „Ki ölte meg a Logikai Pozitivizmust?”, amelyet úgy válaszolt meg, hogy: „'Attól félek', hogy el kell ismerjem 'felelősségem'.” Popper ezzel eltúlozta szerepét, és lebecsülte mások, például Willard van Orman Quine szerepét.
Popper befolyása mind tudományfilozófiai, mind politikai téren túlment az akadémiai szférán. Popper tanítványai és támogatottjai közé tartozik a multimilliomos Soros György, aki szerint a befektetési stratégiája Popper modelljén alapul, amely a tudás növekedéséről, és a falszifikációról szól. Soros alapítványai közé tartozik az Open Society Institute (Nyílt Társadalom Intézet), egy think tank, amelyet Popper A nyitott társadalom és ellenségei könyve alapján neveztek el. Ezt az intézetet Soros a popperi nyílt társadalom eszméjének támogatására, és az abszolutisztikus és totalitárius eszmék ellenében alapította.

## Kritikák
A Duhem-Quine-tézis azt állítja, hogy nem lehet önmagában ellenőrizni egy hipotézist, hiszen mindegyik elméletek szövevényének részeként jelenik meg. Így csak annyit mondhatunk, hogy összefüggő elméletek egész rendszere együttesen falszifikálódott, de nem lehet perdöntő módon megállapítani, hogy a rendszer melyik elemét kell kicserélni. Jó példája ennek a Neptunusz felfedezése: amikor az Uránusz mozgása nem egyezett a newtoni törvényekből következő predikcióknak, „a Naprendszernek hét bolygója van” elméletet vetették el, és nem Newton törvényeit. Popper kitért erre a kritikára a The Logic of Scientific Discovery című 3. és 4. fejezetében. Popper szerint az elméletek elfogadása vagy elvetése egyfajta természetes szelekcióval történik. Olyan elméleteket, amik többet mondanak a világ működéséről, előnyben kell részesítenünk azokkal szemben, amelyek kevesebbet; minél általánosabban érvényes egy elmélet, annál "értékesebb". Ily módon Newton törvényei, széles körű általános alkalmazhatóságuk folytán előnyben részesítendők a sokkal specifikusabb "A Naprendszernek hét bolygója van" elméletnél.
Thomas Kuhn nagy hatású The Structure of Scientific Revolutions című könyvében úgy vélekedett, hogy a tudósok paradigmák sorozatában dolgoznak, és nem sok bizonyítékot talált arra, hogy a tudósok falszifikacionista módszertant követnének. Popper tanítványa, Lakatos Imre megpróbálta összeegyeztetni Kuhn munkáját a falszifikácionizmussal azt állítva, hogy a tudomány valójában kutatási programok falszifikációja által fejlődik, szemben a naiv falszifikácionizmus egyetemes állításaival. Popper egy másik tanítványa, Paul Feyerabend végül elvetett mindenféle preskriptív methodológiát, mondván, hogy az egyetlen általános metódus, ami a tudományos haladást jellemzi az az anything goes (kb. bármit lehet, bármi megfelel).
Popper anti-historicista szillogizmusával kapcsolatban Szmodis Jenő Kultúra és sors című munkájában megjegyzi, igaz ugyan, hogy az emberi tudás fejlődése és gyarapodása nem prognosztizálható, azonban az a premissza már meglehetősen kétséges, hogy a történelmet (különösen a nagy társadalmi alakulatok sorsát) az emberi tudás gyarapodása határozná meg döntő módon. (A tudattalan beidegződések és egyéb, kevéssé a tudással összefüggő tényezők hatalmát ugyanis épp a XX. század második felében tették világossá például a szociálpszichológia eredményei is.) Ebből következően igencsak megkérdőjelezhető a popperi következtetés is (ti., hogy tehát a történelem folyamata előbbiek okán nem látható előre).

## Művei

### Angolul/németül
- Logik der Forschung, 1934
- The Open Society and Its Enemies, 1945
- The Logic of Scientific Discovery, 1959 (Logik der Forschung)
- The Poverty of Historicism, 1961
- Conjectures and Refutations: The Growth of Scientific Knowledge, 1963
- Objective Knowledge: An Evolutionary Approach, 1972
- Unended Quest; An Intellectual Autobiography, 1976
- The Self and Its Brain: An Argument for Interactionism (társszerző: Sir John C. Eccles), 1977
- Die Beiden Grundprobleme der Erkenntnistheorie – Aufgrund von Manuskripten aus den Jahren 1930-1933 (The Two Fundamental Problems of Epistemology – Based on Manuscripts From the Period 1930-1933) (Edited by Troels Eggers Hansen), 1979
- The Open Universe: An Argument for Indeterminism, 1982
- Realism and the Aim of Science, 1982
- Die Zukunft ist Offen (The Future is Open)(with Konrad Lorenz), 1985
- The Lesson of this Century, Interviewer: Giancarlo Bosetti, English translation: Patrick Camiller), 1992
- The World of Parmenides, Essays on the Presocratic Enlightenment, (Edited by Arne F. Petersen with the assistance of Jørgen Mejer)
- The Myth of the Framework: In Defence of Science and Rationality, 1994
- Knowledge and the Mind-Body Problem: In Defence of Interactionism, 1994
- Quantum Theory and the Schism in Physics, (From the Postscript to The Logic of Scientific Discovery)
- In Search of a Better World, a collection of Popper’s essays and lectures covering a range of subjects from the beginning of scientific speculation in classical Greece to the need for a new professional ethic based on the ideas of tolerance and intellectual responsibility; "All things living are in search of a better world."; Karl Popper, from the Preface–Gyűjtemények

- Critical Rationalism: A Re-Statement and Defence by David Miller, 1994
- Popper Selections (Text by Popper, selected and edited by David Miller)
- All Life Is Problem Solving (Text by Popper, translation by Patrick Camiller), 1999

### Magyarul
- Test és elme. Az interakció védelmében; szerk. M. A. Notturno, ford. Káldy Zsuzsa, előszó Pléh Csaba; 2. bőv. kiad.; Typotex, Bp., 2009 (Test és lélek)
- Vissza a preszókratikusokhoz; ford. Veres Máté; inː Ókor. Folyóirat az antik kultúrákról VI. (2007), 4. szám, 3-12. o.

- A nyitott társadalom és ellenségei; ford. Szári Péter; Balassi, Bp., 2001

- Szüntelen keresés. Intellektuális önéletrajz; ford. Pintér G. Gábor, Pintérné Lederer Vera; Áron László Könyvkiadó és Kereskedelmi EC, Bp., 1998

- Test és elme. Az interakció védelmében; szerk. M. A. Notturno, ford. Káldy Zsuzsa; Typotex Elektronikus Kiadó Kft., Bp., 1998 ISBN 963-9132-09-8

- Megismerés, történelem, politika. Válogatott írások és előadások; szerk. Csillag Zsuzsanna, ford., utószó Darai Lajos Mihály; AduPrint Kiadó és Nyomda, Bp., 1997
- A tudományos kutatás logikája; ford. Petri György, Szegedi Péter; Európa, Bp., 1997

- A historicizmus nyomorúsága; előszó Kelemen János, ford. Kelemen Tamás; Akadémiai, Bp., 1989